# Walley Barnes
Walley Barnes (16. januar 1920 - 4. september 1975) var en walisisk fodboldspiller (forsvarer) og -træner.
Barnes spillede hele sin karriere i England, hvor han først repræsenterede Southampton og derefter tilbragte hele 13 år hos London-storklubben Arsenal. Han var med til at vinde to engelske mesterskaber med Arsenal, i henholdsvis 1948 og 1953, mens det i 1950 blev til sejr i FA Cuppen.
For Wales' landshold spillede Barnes desuden 22 kampe. Han debuterede for holdet 18. oktober 1947 i et opgør mod England. Efter sit karrierestop blev han også træner for holdet.

## Titler
Engelsk mesterskab
- 1948 og 1953 med Arsenal

FA Cup
- 1950 med Arsenal